# Mezja

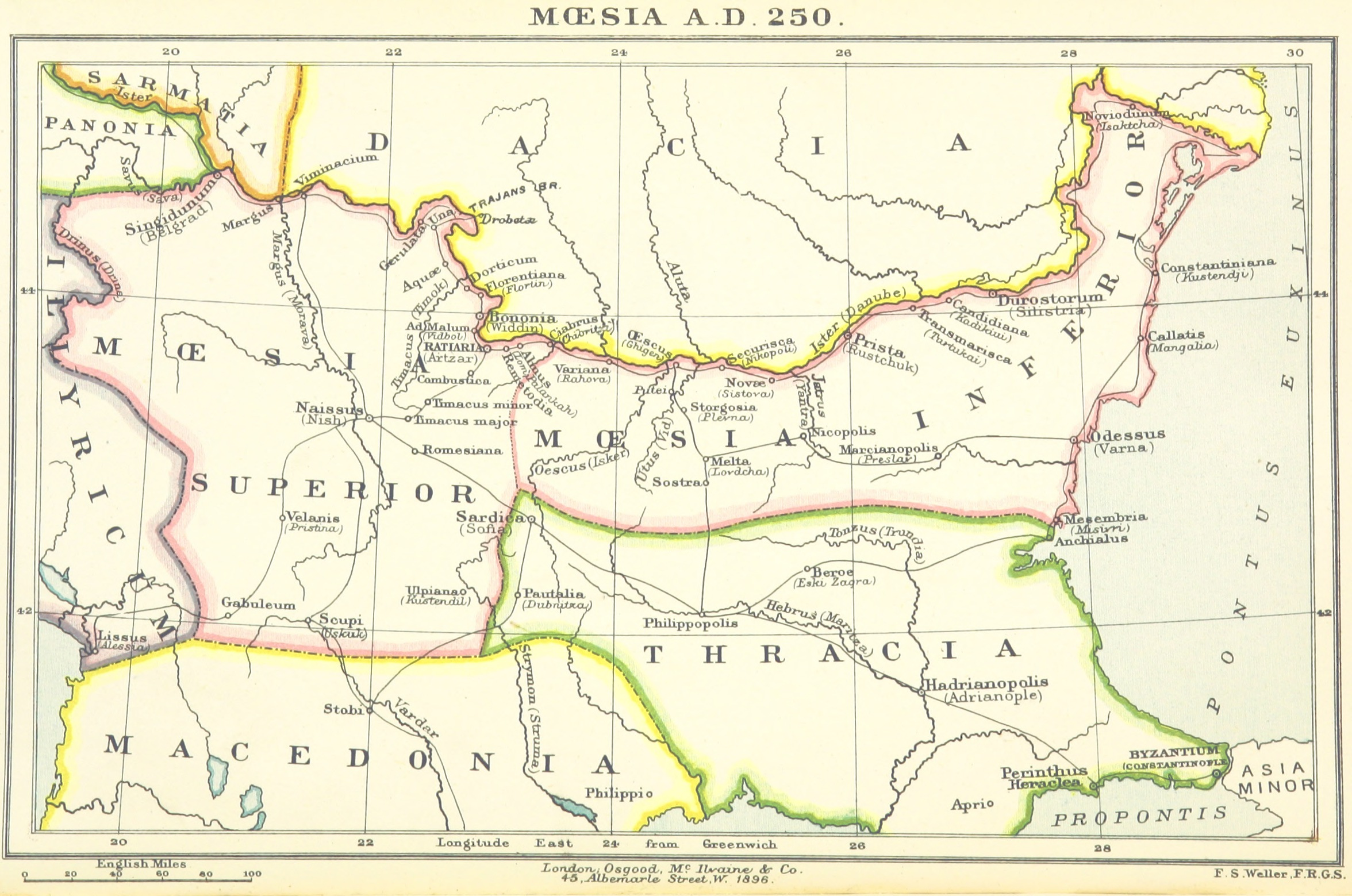
Mapa Mezji Superior i Inferior w roku 250

Mezja (łac. Moesia) – prowincja rzymska istniejąca w latach 12–86 n.e., położona na południe od dolnego Dunaju, na terytorium współczesnej Bułgarii i Serbii; północno-wschodni fragment Mezji (Delta Dunaju) znajduje się na obszarze Rumunii.
Mezja graniczyła z Macedonią, Ilirią, Tracją, Dacją i Morzem Czarnym. Prowincję zamieszkiwali głównie Trakowie, Dardanowie oraz Grecy. Do głównych miast prowincji należały m.in.: Singidunum (Belgrad) i Odessos (Warna). 
W Mezji stacjonowały cztery legiony: legio I Italica (stacjonował w Novae), legio XI Claudia (Durostorum), legio IV Flavia (Singidunum) i legio VII Claudia (Viminacium).
Jesienią 86 cesarz Domicjan podzielił prowincję na dwie części z granicą na rzece Cibricy (rzymskie Ciabrus): 
- Mezja Górna (Moesia Superior) ze stolicą w Naissus
- Mezja Dolna (Moesia Inferior) ze stolicą w Tomis.